# Alemão texano
Alemão texano (Texasdeutsch) é um dialeto da língua alemã falado pelos descendentes dos imigrantes alemães que se estabeleceram na região central do Texas no século XIX. Estes imigrantes fundaram as cidades de New Braunfels, Fredericksburg, entre outras.